# Шпилевский, Иван Фёдорович
Ива́н Фёдорович Шпиле́вский (бел. Іван Фёдаравіч Шпілеўскі; 1891—1941) — советский революционер, белорусский историк-краевед.

## Биография
Иван Шпилевский родился 18 августа 1891 года в городе Койданово (ныне Дзержинск) Минского уезда Минской губернии. С 1912 года служил матросом в Кронштадте. В 1913 году на учебном судне «Николаев», с 1914 года старший радиотелеграфист броненосца «Император Павел I». После Февральской революции 1917 года агитатор, сотрудник большевистской газеты «Волна», член судового комитета, участник подавления антибольшевистского выступления Керенского — Краснова. В 1917 году вступил в КПСС. Принимал активное участие в Октябрьской революции. Входил в отряд бронепоезда, высланного на помощь восставшим рабочим Москвы, потом в Петроградский сводный отряд моряков, направленный на Дон для борьбы с калединщиной. С 1918 года снова в Петрограде: комиссар и член Совета комиссаров Балтийского флота, с 16 августа 1919 года комиссар Кронштадтского района службы связи Балтийского флота, участник боев против войск Юденича. С 1921 года комиссар Центра службы связи штаба Морских сил РСФСР.
В 1920 году перебрался в Нижний Новгород. Шпилевский назначен комиссаром эксплуатационного Сызранского участкав областном политотделе водного транспорта. Весной 1922 года переехал в Петроград, где работал помощникомом начальника службы связи Петроградского района Балтфлота. Осенью 1922 года вернулся в Белоруссию. Работал председателем Койдановского райисполкома. В 1930-е годы научный сотрудник, управляющий делами АН БССР, секретарь Центрального бюро краеведения. В момент начала Великой Отечественной войны находился в больнице в Минске. Погиб в конце июня 1941 года во время бомбёжки санитарного поезда, в котором он эвакуировался на восток.
Печатался в изданиях «Красный флот», «Наш край» и других. Написал ряд работ об истории города Дзержинска. Автор воспоминаний «Братва» (1929).

## Сочинения
- Сінхраністычная табліца падзей паўстаньня на Беларусі, Літве і Польшчы ў 1830—1831 гг. (разам з Л. А. Бабровічам). // Наш край. 1929. № 10.
- Мястэчка Койданава. (Гістарычныя весткі). Менск. 1929. 42 с (разам з Л. А. Бабровічам).
- Шпилевский И. Ф. Братва (балтийские матросы в гражданской войне): Воспоминания. Л., 1929.
- Экспэдыцыі Акадэміі навук у 1931 г. // Савецкая краіна. 1931. № 5.
- Гістарычны нарыс Дзяржыншчыны (б. Койданаўшчыны). Менск. 1932. 109 с (разам з Л. А. Бабровічам).
- Беларуская Акадэмія навук на парозе другой пяцігодкі: (Гістарычны нарыс). Менск. 1933. 111 с (разам з Л. А. Бабровічам).
- Беларуская акадэмія навук да XV-годдзя БССР. Гістарычны нарыс. Мінск. 1934. 143 с.